# Foreste nazionali degli Stati Uniti d'America

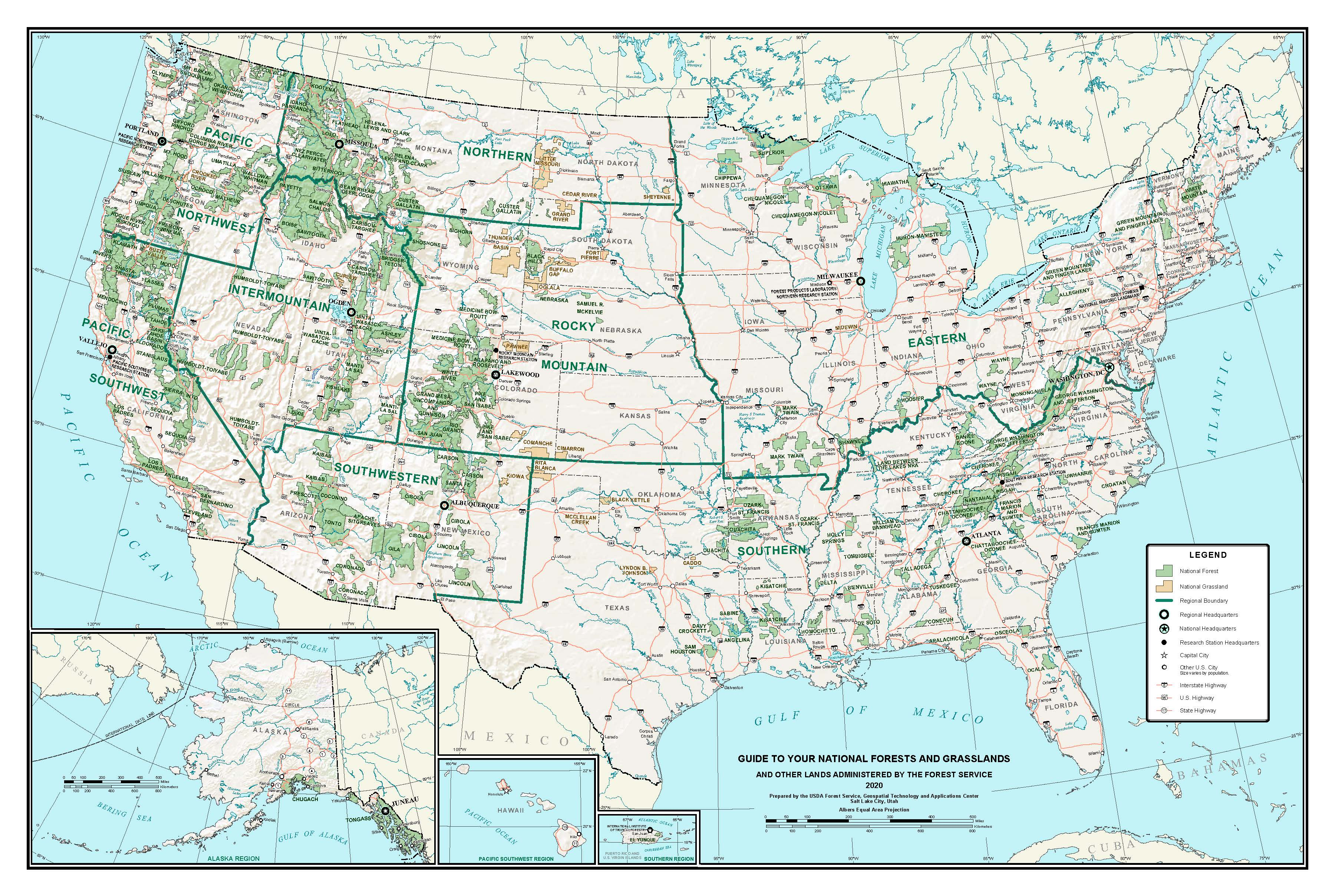
Mappa delle foreste e delle praterie nazionali degli Stati Uniti

Gli Stati Uniti d'America hanno 155 aree protette denominate foreste nazionali che coprono 762.169 km² (188.336.179 acri). Le foreste nazionali sono gestite dal Servizio forestale degli Stati Uniti (United States Forest Service), un'agenzia del Dipartimento dell'Agricoltura degli Stati Uniti. La prima foresta nazionale fu istituita nella Yellowstone Park Timber and Land Reserve il 30 marzo 1891, allora presso il Dipartimento degli Interni. Nel 1897, la Legge organica (Organic Act) stabilì le finalità per le quali potevano essere istituite le riserve forestali, tra cui proteggere le foreste, garantire le riserve idriche e fornire legname. Con la Legge sulle riserve forestali (Forest Reserve Act) del 1891, al Presidente degli Stati Uniti fu dato il potere di trasferire riserve forestali al settore pubblico. Con la Legge di trasferimento (Transfer Act) del 1905, le riserve forestali divennero parte del Dipartimento dell'Agricoltura degli Stati Uniti nell'ambito del Servizio forestale degli Stati Uniti (U.S. Forest Service) appena creato.
Verso il 1907 il presidente Theodore Roosevelt più che raddoppiò la superficie delle riserve forestali, e il Congresso rispose limitando il potere del Presidente di proclamare nuove riserve. Il Sistema delle foreste nazionali (National Forest System) subì una profonda riorganizzazione nel 1908, e nel 1911 il Congresso autorizzò nuove aggiunte al sistema in base alla Legge Weeks (Weeks Act). Gli obiettivi della gestione stabiliti dalla Legge organica furono ampliati dalla Legge sulle produzioni intensive a uso multiplo (Multiple-Use Sustained-Yield Act) del 1960, per includere "finalità di svago all'aria aperta, di pascolo, di produzione di legname, di deflusso delle acque e di tutela della fauna selvatica e ittica" nonché per l'istituzione di riserve naturali.
Al 30 settembre 2012, il Servizio forestale gestiva un totale di 780.949,17 km² (192.976.743 acri), di cui 761.998,53 km² (188.293.938 acri) erano foreste nazionali. Le aree terriere aggiuntive includono 20 praterie nazionali, 59 unità di acquisto, 19 aree di ricerca e sperimentali, cinque progetti di utilizzo della terra, 37 altre aree e una riserva naturale, Valles Caldera. Il National Forest System ha una lunga e complicata storia di riorganizzazioni, perciò, sebbene attualmente vi siano 155 aree denominate ufficialmente "foreste nazionali", molte di queste sono gestite insieme o come un'unica foresta o come foreste separate.
C'è almeno una foresta nazionale in tutti gli stati federali degli Stati Uniti, tranne in dieci di essi: Connecticut, Delaware, Hawaii, Iowa, Kansas, Maryland, Massachusetts, Nord Dakota, New Jersey e Rhode Island. In aggiunta, la Foresta nazionale di El Yunque è a Porto Rico. L'Alaska ha la maggiore estensione di foreste nazionali con 8,9 milioni ha (21,9 milioni di acri), seguita dalla California (8,4 milioni ha, 20,8 milioni di acri) e dall'Idaho (8,3 milioni ha, 20,4 milioni di acri). L'Idaho ha anche la maggiore percentuale di territorio destinato a foreste nazionali con il 38,2%, seguito dall'Oregon con il 24,7% e dal Colorado con il 20,9%. Sulle mappe, le foreste nazionali all'ovest mostrano generalmente la vera estensione della loro area, ma quelle all'est spesso mostrano solo i distretti di acquisto, all'interno dei quali soltanto una minoranza della terra è di proprietà del Servizio forestale.

## Foreste nazionali degli Stati Uniti
La lista è compilata in ordine alfabetico, ma l'ordinamento delle colonne può essere cambiato cliccando sui pulsanti in alto.
| #   | Nome                                            | Foto | Stato                                    | Anno | km²      | Sito |
| --- | ----------------------------------------------- | --- | ---------------------------------------- | ---- | -------- | ---- |
| 1   | Allegheny                                       | A photo of Allegheny Reservoir in fall.                                                                                               | Pennsylvania                             | 1923 | 45,5     |      |
| 2   | Angeles                                         | A photo of the San Gabriel Mountains.                                                                                                 | California                               | 1893 | 65,8     |      |
| 3   | Angelina                                        | A photo of a ranger station in Angelina National Forest.                                                                              | Texas                                    | 1936 | 619,9    |      |
| 4   | Apache-Sitgreaves                               | A photo of the highlands from route 191 in Arizona in Apache-Sitgreaves National Forest.                                              | Arizona, Nuovo Messico                   | 1898 | 10.652,7 |      |
| 5   | Apalachicola Choctawhatchee                     | A photo of an artificial pond off of FH-111 in Apalachicola National Forest.                                                          | Florida                                  | 1936 | 2.280    |      |
| 6   | Arapaho                                         | A photo of aspens in fall along the Crooked Creek Road.                                                                               | Colorado                                 | 1903 | 2.932,7  |      |
| 7   | Ashley                                          | A photo of King’s Peak and Henry’s Fork Basin.                                                                                        | Utah, Wyoming                            | 1908 | 5.594,2  |      |
| 8   | Beaverhead-Deerlodge                            | A photo of a stream and mountains in Beaverhead-Deerlodge National Forest.                                                            | Montana                                  | 1908 | 13.581,4 |      |
| 9   | Bienville                                       | A photo of a forest sign in Bienville National Forest.                                                                                | Mississippi                              | 1936 | 722,5    |      |
| 10  | Bighorn                                         | A mountain meadow in Bighorn National Forest.                                                                                         | Wyoming                                  | 1897 | 4.482,2  |      |
| 11  | Bitterroot                                      | A photo of Lake Como and mountains.                                                                                                   | Montana, Idaho                           | 1897 | 6.422,6  |      |
| 12  | Black Hills                                     | A photo of the Black Hills in the Black Elk Wilderness with Horsethief Lake.                                                          | Dakota del Sud, Wyoming                  | 1897 | 5.072,4  |      |
| 13  | Boise                                           | A photo of rocks along a river in Boise National Forest.                                                                              | Idaho                                    | 1908 | 10.740,7 |      |
| 14  | Bridger-Teton                                   | A photo of the Wind River Range approaching the Lozier Lakes.                                                                         | Wyoming                                  | 1897 | 13.770,2 |      |
| 15  | Caribou-Targhee                                 | A photo of Upper Mesa Falls. | Idaho, Wyoming                           | 1905 | 10.646,1 |      |
| 16  | Carson                                          | A photo of Wheeler Peak from Mount Walter.                                                                                            | Nuovo Messico                            | 1906 | 5.639,0  |      |
| 17  | Chattahoochee-Oconee                            | A photo of a waterfall along the Raven Cliffs Trail.                                                                                  | Georgia                                  | 1936 | 3.508,7  |      |
| 18  | Chequamegon-Nicolet                             | A photo of a lake and coniferous forests.                                                                                             | Wisconsin                                | 1933 | 6.207,3  |      |
| 19  | Cherokee                                        | South Fork of Citico Creek in the Citico Creek Wilderness.                                                                            | Tennessee, Carolina del Nord             | 1920 | 2.658,4  |      |
| 20  | Chippewa                                        | Chippewa National Forest | Minnesota                                | 1908 | 2.697,7  |      |
| 21  | Chugach                                         | Lost Lake and mountains. | Alaska                                   | 1907 | 21.790,1 |      |
| 22  | Cibola                                          | View of a ridge from the Sandia Crest Trail.                                                                                          | Nuovo Messico                            | 1906 | 6.611,5  |      |
| 23  | Clearwater                                      | The Lochsa River. | Idaho                                    | 1908 | 6.798,5  |      |
| 24  | Cleveland                                       | Cleveland National Forest near Mount Laguna.                                                                                          | California                               | 1893 | 1.788,9  |      |
| 25  | Coconino                                        | Sycamore Canyon viewed from Barney Pasture.                                                                                           | Arizona                                  | 1898 | 7.510,8  |      |
| 26  | Colville                                        | Colville National Forest with a lake and mountains.                                                                                   | Washington                               | 1907 | 3.862,4  |      |
| 27  | Conecuh                                         | Open Pond and pine trees. | Alabama                                  | 1936 | 339,3    |      |
| 28  | Coronado                                        | Mountains and forest west of Paradise, Arizona.                                                                                       | Arizona, Nuovo Messico                   | 1902 | 7.230,2  |      |
| 29  | Croatan                                         | Swamp along the Patsy Pond Nature Trail.                                                                                              | Carolina del Nord                        | 1936 | 647,0    |      |
| 30  | Custer                                          | A mountain goat below Granite Peak.                                                                                                   | Montana, Dakota del Sud                  | 1907 | 4.808,2  |      |
| 31  | Daniel Boone                                    | The forest viewed from Tater Knob. | Kentucky                                 | 1937 | 2.269,6  |      |
| 32  | Davy Crockett                                   | Ratcliff Lake. | Texas                                    | 1936 | 650,1    |      |
| 33  | Delta                                           | A sign for Sunflower Wildlife Management Area in Delta National Forest.                                                               | Mississippi                              | 1961 | 246,4    |      |
| 34  | Deschutes                                       | View to the northeast across Lava Lake with three volcanic mountains in the background: South Sister, Broken Top, and Mount Bachelor. | Oregon                                   | 1908 | 6.462,4  |      |
| 35  | De Soto                                         | Pine forest in De Soto. | Mississippi                              | 1936 | 2.098,6  |      |
| 36  | Dixie                                           | Scenic Byway 12 in Red Canyon. | Utah                                     | 1905 | 7.644,9  |      |
| 37  | Eldorado                                        | Mountains and forest along the trail to Winnemucca Lake.                                                                              | California                               | 1910 | 2.780,3  |      |
| 38  | El Yunque                                       | Forested mountainsides in El Yunque.                                                                                                  | Porto Rico                               | 1903 | 115,1    |      |
| 39  | Finger Lakes                                    | Overlooking the hills, forest, and surrounding area in Finger Lakes National Forest.                                                  | New York                                 | 1983 | 65,8     |      |
| 40  | Fishlake                                        | Aspens during fall in the mountains of the Richfield Ranger District.                                                                 | Utah                                     | 1899 | 5.913,4  |      |
| 41  | Flathead                                        | Big Salmon Lake and the Bob Marshall Wilderness.                                                                                      | Montana                                  | 1897 | 9.732,1  |      |
| 42  | Francis Marion                                  | A trail through pine forest. | Carolina del Sud                         | 1936 | 1.047,6  |      |
| 43  | Fremont-Winema                                  | A view of Mount Thielson. | Oregon                                   | 1906 | 9.115,9  |      |
| 44  | Gallatin                                        | Mountains around Daisy Pass. | Montana                                  | 1899 | 7.481,2  |      |
| 45  | George Washington & Jefferson                   | Forested mountains viewed from the White Rocks on Little Sluice Mountain.                                                             | Virginia, Virginia Occidentale, Kentucky | 1918 | 7.239,4  |      |
| 46  | Gifford Pinchot                                 | Partially snow-covered Old Snowy Mountain.                                                                                            | Washington                               | 1908 | 5.348,6  |      |
| 47  | Gila                                            | Mountains and valleys in Gila National Forest.                                                                                        | Nuovo Messico                            | 1899 | 10.969,6 |      |
| 48  | Grand Mesa                                      | The northwestern edge of Grand Mesa from the south.                                                                                   | Colorado                                 | 1908 | 1.402,5  |      |
| 49  | Green Mountain                                  | Trees in fall along a road near the Hapgood Pond Recreation Area.                                                                     | Vermont                                  | 1932 | 1.617,0  |      |
| 50  | Gunnison                                        | Mountains in spring along the Copper Lake Trail near Crested Butte.                                                                   | Colorado                                 | 1905 | 6.766,4  |      |
| 51  | Helena                                          | The York-Trout Creek Bridge over the Missouri River below mountains in Helena National Forest.                                        | Montana                                  | 1906 | 3.973,6  |      |
| 52  | Hiawatha                                        | A forest sign along road M-28 in Hiawatha National Forest.                                                                            | Michigan                                 | 1931 | 3.621,3  |      |
| 53  | Holly Springs                                   | A cypress swamp in Holly Springs National Forest.                                                                                     | Mississippi                              | 1936 | 629,9    |      |
| 54  | Homochitto                                      | A sign for Homochitto National Forest.                                                                                                | Mississippi                              | 1936 | 776,3    |      |
| 55  | Hoosier                                         | A hazy fall day over the hills in Hoosier National Forest.                                                                            | Indiana                                  | 1961 | 820,8    |      |
| 56  | Humboldt-Toiyabe                                | Aspen in Lamoille Canyon surrounded by mountains.                                                                                     | Nevada, California                       | 1906 | 25.533,6 |      |
| 57  | Huron-Manistee                                  | Benton Lake and surrounding forests.                                                                                                  | Michigan                                 | 1928 | 3,961.8  |      |
| 58  | Idaho Panhandle Coeur d'Alene, St. Joe, Kaniksu | Revett Lake and surrounding mountains and forests from above.                                                                         | Idaho, Montana, Washington               | 1906 | 13.037,5 |      |
| 59  | Inyo                                            | Mount Whitney from the Whitney Portal Trailhead.                                                                                      | California, Nevada                       | 1907 | 7.886,2  |      |
| 60  | Kaibab                                          | Aspens and a meadow in fall. | Arizona                                  | 1908 | 6.313,8  |      |
| 61  | Kisatchie                                       | The Kisatchie Bayou. | Louisiana                                | 1930 | 2.441,7  |      |
| 62  | Klamath                                         | A road through the forest. | California, Oregon                       | 1905 | 7.032,5  |      |
| 63  | Kootenai                                        | Snow-capped mountains in Kootenai National Forest.                                                                                    | Montana, Idaho                           | 1906 | 7.334,4  |      |
| 64  | Lassen                                          | Echo Lake. | California                               | 1905 | 4.334,2  |      |
| 65  | Lewis e Clark                                   | A riding ranger with mules near the Chinese Wall.                                                                                     | Montana                                  | 1897 | 7.545,6  |      |
| 66  | Lincoln                                         | Partially forested mountains in Lincoln National Forest.                                                                              | Nuovo Messico                            | 1902 | 4.467,3  |      |
| 67  | Lolo                                            | Rainy Lake and mountains. | Montana                                  | 1906 | 8.912,3  |      |
| 68  | Los Padres                                      | Montane chaparral and mountains. | California                               | 1898 | 7.133,7  |      |
| 69  | Malheur                                         | Strawberry Lake and mountains in fall.                                                                                                | Oregon                                   | 1908 | 5.929,8  |      |
| 70  | Manti-La Sal                                    | Mount Peale viewed from Mount Mellenthin.                                                                                             | Utah, Colorado                           | 1903 | 5.142,8  |      |
| 71  | Mark Twain                                      | A kayaker on the St. Francis River.                                                                                                   | Missouri                                 | 1939 | 6.040,4  |      |
| 72  | Medicine Bow – Routt                            | Mountains and grasslands surrounding a work center.                                                                                   | Colorado, Wyoming                        | 1902 | 8.993,5  |      |
| 73  | Mendocino                                       | Howard Lake and forested mountains.                                                                                                   | California                               | 1908 | 3.690,0  |      |
| 74  | Modoc                                           | The summit trail and surrounding mountains.                                                                                           | California                               | 1904 | 6.731,5  |      |
| 75  | Monongahela                                     | Seneca Rock. | Virginia Occidentale                     | 1920 | 3.728,6  |      |
| 76  | Monte Baker-Snoqualmie                          | Table Mountain and its reflection in a lake.                                                                                          | Washington                               | 1897 | 10.366,3 |      |
| 77  | Monte Hood                                      | Mount Hood and its reflection in Mirror Lake.                                                                                         | Oregon                                   | 1892 | 4.336,0  |      |
| 78  | Nantahala                                       | Dry Falls. | Carolina del Nord                        | 1907 | 2.150,2  |      |
| 79  | Nebraska                                        | Forest and grasslands in the Bessey Ranger District.                                                                                  | Nebraska                                 | 1902 | 574,1    |      |
| 80  | Nez Perce                                       | Crooked Creek in fall. | Idaho                                    | 1908 | 9.000,9  |      |
| 81  | Ocala                                           | A pond in Farles Prairie. | Florida                                  | 1908 | 1.552,8  |      |
| 82  | Ochoco                                          | Steins Pillar. | Oregon                                   | 1911 | 3.444,0  |      |
| 83  | Okanogan-Wenatchee                              | A lake and the surrounding mountains and forest viewed from Maple Pass.                                                               | Washington                               | 1911 | 13.109,4 |      |
| 84  | Olympic                                         | Forests and the Olympic Mountains from Hurricane Ridge.                                                                               | Washington                               | 1897 | 2.564,0  |      |
| 85  | Osceola                                         | Pine forest with palmetto understory.                                                                                                 | Florida                                  | 1931 | 667,0    |      |
| 86  | Ottawa                                          | Pines along Kathryn Lake. | Michigan                                 | 1931 | 4.020,1  |      |
| 87  | Ouachita                                        | The view across Ouachita National Forest from atop the Standing Stairs Mountains.                                                     | Arkansas, Oklahoma                       | 1907 | 7.236,8  |      |
| 88  | Ozark-St. Francis                               | View of the Ozarks from atop White Rock Mountain.                                                                                     | Arkansas                                 | 1908 | 4.695,4  |      |
| 89  | Payette                                         | The Seven Devils Mountains in winter.                                                                                                 | Idaho                                    | 1905 | 9.419,8  |      |
| 90  | Pike                                            | A lake and mountains in Pike National Forest.                                                                                         | Colorado                                 | 1892 | 4.494,7  |      |
| 91  | Pisgah                                          | Upper Creek Falls. | Carolina del Nord                        | 1916 | 2.076,3  |      |
| 92  | Plumas                                          | Bucks Lake. | California                               | 1905 | 4.759,1  |      |
| 93  | Prescott                                        | A lake near Mingus Mountain. | Arizona                                  | 1898 | 5.017,2  |      |
| 94  | Rio Grande                                      | Mountains along the Stony Pass Road.                                                                                                  | Colorado                                 | 1908 | 7,433,2  |      |
| 95  | Rogue River-Siskiyou                            | Preston Peak in winter. | Oregon, California                       | 1893 | 6.974,1  |      |
| 96  | Roosevelt                                       | Mountains surrounding Lake Isabelle.                                                                                                  | Colorado                                 | 1902 | 3.294,1  |      |
| 97  | Sabine                                          | A sign for Sabine National Forest. | Texas                                    | 1936 | 651,0    |      |
| 98  | Salmon-Challis                                  | Borah Peak and the Lost River Range in winter.                                                                                        | Idaho                                    | 1908 | 17.142,2 |      |
| 99  | Sam Houston                                     | A hardwood swamp. | Texas                                    | 1936 | 659,8    |      |
| 100 | Samuel R. McKelvie                              | Grassland approaching the forest edge.                                                                                                | Nebraska                                 | 1971 | 469,8    |      |
| 101 | San Bernardino                                  | Mount Baldy viewed from Silverwood Lake.                                                                                              | California                               | 1893 | 2.748,3  |      |
| 102 | San Isabel                                      | A valley in the mountains of San Isabel National Forest.                                                                              | Colorado                                 | 1902 | 4.537,2  |      |
| 103 | San Juan                                        | Mountains in San Juan National Forest.                                                                                                | Colorado                                 | 1905 | 7.604,9  |      |
| 104 | Santa Fe                                        | Aspens and snow-capped mountains in late fall.                                                                                        | Nuovo Messico                            | 1892 | 6.303,8  |      |
| 105 | Sawtooth                                        | Stanley Lake and McGown Peak. | Idaho, Utah                              | 1905 | 7.300,9  |      |
| 106 | Sequoia                                         | Giant sequoias. | California                               | 1908 | 4.631,0  |      |
| 107 | Shasta-Trinity                                  | The Trinity Alps near Granite Lake.                                                                                                   | California                               | 1905 | 8.945,1  |      |
| 108 | Shawnee                                         | The Garden of the Gods at sunset. | Illinois                                 | 1939 | 1.076,7  |      |
| 109 | Shoshone                                        | Pingora Peak and Lonesome Lake. | Wyoming                                  | 1891 | 9.865,1  |      |
| 110 | Sierra                                          | Lake of the Lone Indian and surrounding mountains.                                                                                    | California                               | 1893 | 5.308,8  |      |
| 111 | Siuslaw                                         | Sand dunes at Oregon Dune National Recreation Area.                                                                                   | Oregon                                   | 1908 | 2.566,2  |      |
| 112 | Six Rivers                                      | The Salmon River during spring. | California                               | 1947 | 4.046,0  |      |
| 113 | Stanislaus                                      | Cherry Lake and the surrounding forest.                                                                                               | California                               | 1897 | 3.634,6  |      |
| 114 | Sumter                                          | A sign at the border of the Ellicott Rock Wilderness.                                                                                 | Carolina del Sud                         | 1936 | 1.501,0  |      |
| 115 | Superior                                        | The view over the forest from Eagle Mountain.                                                                                         | Minnesota                                | 1909 | 8.478,9  |      |
| 116 | Tahoe                                           | A meadow with wildflowers. | California                               | 1899 | 3.557,8  |      |
| 117 | Talladega                                       | Cheaha Lake at the base of Mount Cheaha from above.                                                                                   | Alabama                                  | 1936 | 1.597,0  |      |
| 118 | Tombigbee                                       | The Lakeside Trail winding around Choctaw Lake.                                                                                       | Mississippi                              | 1959 | 271,2    |      |
| 119 | Tongass                                         | Mountains and water in Tongass National Forest.                                                                                       | Alaska                                   | 1907 | 67.043,6 |      |
| 120 | Tonto                                           | Tonto National Forest canyons from above.                                                                                             | Arizona                                  | 1905 | 11.626,1 |      |
| 121 | Tuskegee                                        | A bike along a trail in Tuskegee National Forest.                                                                                     | Alabama                                  | 1959 | 45,5     |      |
| 122 | Uinta-Wasatch-Cache                             | Aspens below mountains in fall. | Utah, Wyoming, Idaho                     | 1897 | 10.102,0 |      |
| 123 | Umatilla                                        | A trail atop Oregon Butte. | Oregon, Washington                       | 1908 | 5.694,3  |      |
| 124 | Umpqua                                          | The Calapooya Mountains from Fairview Peak Lookout.                                                                                   | Oregon                                   | 1907 | 3.978,6  |      |
| 125 | Uncompahgre                                     | Wetterhorn Peak. | Colorado                                 | 1905 | 3.873,1  |      |
| 126 | Uwharrie                                        | A pond in Uwharrie National Forest.                                                                                                   | Carolina del Nord                        | 1961 | 205,0    |      |
| 127 | Wallowa-Whitman                                 | The Wallowa Mountains. | Oregon, Idaho                            | 1905 | 9.189,4  |      |
| 128 | Wayne                                           | A sign for Wayne National Forest. | Ohio                                     | 1951 | 971,9    |      |
| 129 | White Mountain                                  | The Sandwich Range in winter. | New Hampshire, Maine                     | 1918 | 3.039,4  |      |
| 130 | White River                                     | The Maroon Bells and Maroon Lake in fall.                                                                                             | Colorado                                 | 1891 | 9.252,1  |      |
| 131 | Willamette                                      | The Breitenbush River. | Oregon                                   | 1933 | 6.790,8  |      |
| 132 | William B. Bankhead                             | Clear Creek. | Alabama                                  | 1918 | 733,4    |      |

- I nomi elencati delle foreste nazionali rappresentano le attuali divisioni gestionali del Sistema delle foreste nazionali degli Stati Uniti d'America. Le foreste che sono gestite separatamente, come la Foresta nazionale di Allegheny e la Foresta nazionale di Monongahela, sono elencate come foreste separate. Ma le foreste che sono gestite congiuntamente possono o no essere elencate separatamente. Le foreste gestite congiuntamente e con i nomi separati dal trattino, come la foresta nazionale di Salmon-Challis, sono considerate come un'unica foresta nazionale. Le foreste che sono gestire congiuntamente sotto denominazioni come Foreste nazionali di Grand Mesa, Uncompahgre e Gunnison, sono considerate foreste separate. Le foreste nazionali elencate in questa colonna in carattere piccolo sono foreste nazionali che fanno parte della foresta nazionale indicata in carattere normale e che sono gestite da quest'ultima, ma non incluse nella sua denominazione. Per raggiungere il totale delle 155 foreste nazionali indicate nel testo, occorre contare i nomi separati dal trattino come due foreste, ad eccezione di Manti-La Sal, che è il nome ufficiale di una sola foresta. Uinta-Wasatch-Cache è contata come tre e George Washington e Jefferson come due.[1][4][5]
- Nel caso di foreste nazionali presenti in più stati, questi ultimi sono elencati in ordine decrescente in base alla superficie del territorio di quella foresta contenuta in ciascuno stato. Gli stati in cui ricade l'area maggiore della foresta sono elencati per primi, mentre quelli con l'area minore per ultimi.[6]
- La storia del Sistema delle foreste nazionali degli Stati Uniti d'America è molto complicata. Nel corso dei decenni, molte foreste sono state trasferite da un'agenzia all'altra, rinominate, divise, consolidate, smembrate, create da parti di foreste già esistenti, private di porzioni cedute ad altre foreste, ampliate da altri terreni, e così via. L'anno indicato rappresenta quello in cui quella foresta fu istituita coì com'è, in cui una foresta precedente con gli stessi confini fu istituita con un altro nome, o la data più remota di istituzione di una foresta che fu riunita insieme ad un'altra in un unico complesso.[4]
- Le foreste con citazioni nei tre volumi della serie This Land di Robert H. Mohlenbrock si possono trovare nella sezione del volume citato che corrisponde a quella foresta. Informazioni aggiuntive su una particolare foresta si possono trovare in questa serie e nel sito web di ciascuna foresta.[7][8][9]